# إدوارد توماس (ضابط شرطة)
إدوارد توماس (بالإنجليزية: Edward Thomas) هو ضابط شرطة أمريكي، ولد في 23 سبتمبر 1919، وتوفي في 10 أغسطس 2015.